# 아트록스나팔귀박쥐
아트록스나팔귀박쥐(Phoniscus atrox)는 애기박쥐과에 속하는 박쥐의 일종이다. 인도네시아와 말레이시아, 태국의 토착종이다. 흔하지 않은 종으로 생존을 위해 숲에 의존하며, 삼림벌채 때문에 위협을 받고 있다.

## 특징
작은 박쥐로 몸통 길이가 43~46mm이고 전완장이 31~35mm, 꼬리 길이가 35~40mm이다. 발 길이는 7.5~7.6mm이고 귀 길이는 12.5~14mm, 몸무게는 최대 5.5g이다. 털은 길고 부드럽다. 등 쪽 부분은 갈색빛 황금색을 띠는 반면에 배 쪽은 좀더 밝고 회색빛을 띤다. 주둥이는 길고 뾰족하명 눈은 아주 작다.

## 생태
버려진 넓적부리새류 둥지에서 포획되기도 한다. 먹이는 곤충이다.

## 분포 및 서식지
태국 반도와 말레이반도, 수마트라섬, 보르네오섬 북부에 널리 분포한다. 해발 최대 400m 이하의 딥테로카르푸스 숲과 교란 숲, 일차림 근처에서 서식한다.